# Cephalopholis argus
Cephalopholis argus — вид риб родини Serranidae.

## Назва
В англійській мові має назву «левова грива» (англ. lion's mane).

## Галерея

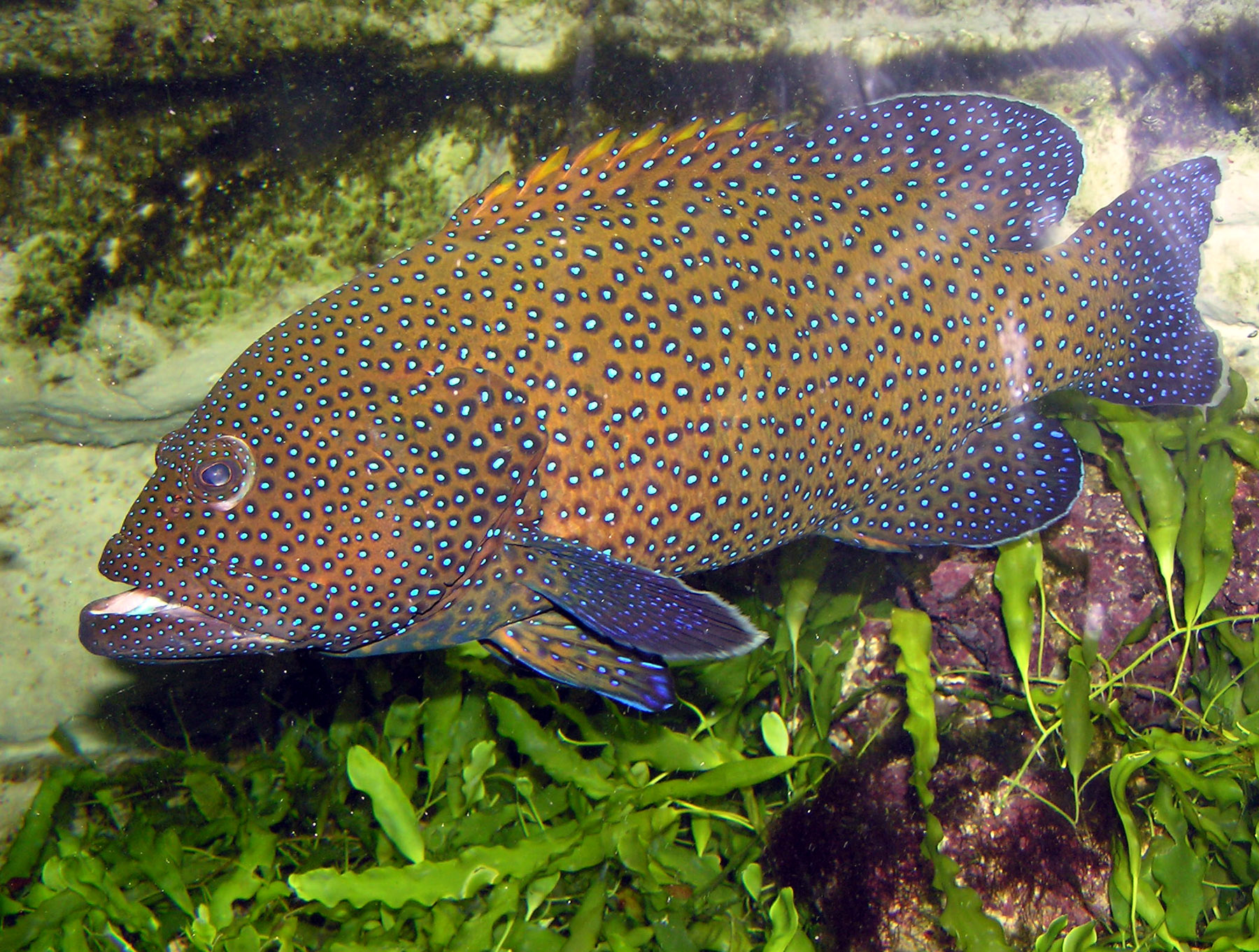
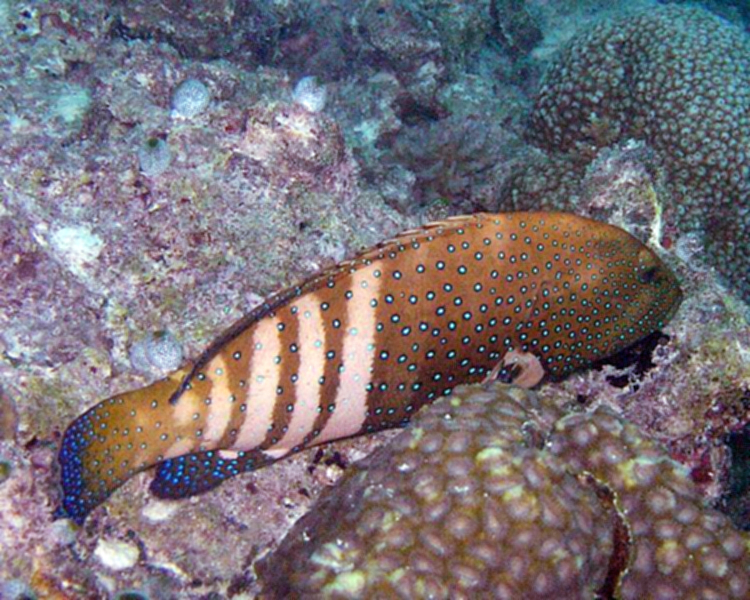

## Опис
Риба до 55 см завдовжки. Темнокоричнева з синіми цятками. Інколи має до 6-ти темніших смуг на нижній частині тіла. Хвіст — круглий. Дорослі особи часто парами, чи невеликими групами. Харчується рибою.

## Поширення та середовище існування
Живе у багатих на коралові рифи територіях та затоках на глибині від 1 до 50 м. Від Червоного моря на заході до Піткерн та Маркізьких островів на сході, Південної Африки та Південно-Східної Австралії на півдні та Південної Японії на півночі.